# 미키 버넌
제임스 바턴 "미키" 버넌(영어: James Barton "Mickey" Vernon, 1918년 4월 22일~2008년 9월 24일)은 미국의 프로 야구 선수이자 감독으로, 선수 시절 포지션은 1루수였다. 메이저 리그 베이스볼(MLB)의 워싱턴 세너터스(1939~1948, 1950~1955), 클리블랜드 인디언스(1949~1950, 1958), 보스턴 레드삭스(1956~1957), 밀워키 브레이브스(1959), 피츠버그 파이리츠(1960) 등지에서 선수 생활을 했다. 1961년부터 1963년 5월 21일까지 신생팀 워싱턴 세너터스(현재의 텍사스 레인저스)의 창단 첫 감독을 맡았으며, 1960년부터 1982년까지 메이저 리그 네 팀에서 코치를 맡았다.
1960년 은퇴 당시 통산 2,495안타를 기록했으며, 현재에도 메이저 리그에서 가장 많은 병살에 관여한 1루수(2,044)로 이름을 올리고 있다. 좌투좌타였다.